# Dyskografia Thomasa Andersa
Strona zawiera dyskografię Thomasa Andersa na podstawie Discogs.

## Albumy
| Tytuł                                            | Rok  |
| ------------------------------------------------ | ---- |
| Different                                        | 1989 |
| Whispers                                         | 1991 |
| Down on Sunset                                   | 1992 |
| When Will I See You Again                        | 1993 |
| Barcos de Cristal                                | 1994 |
| Souled                                           | 1995 |
| Live Concert                                     | 1997 |
| This Time                                        | 2004 |
| Songs Forever                                    | 2006 |
| Strong                                           | 2010 |
| Two (oraz Uwe Fahrenkrog)                        | 2011 |
| Christmas for You                                | 2012 |
| History                                          | 2016 |
| Pures Leben                                      | 2017 |
| Ewig mit dir                                     | 2018 |
| Das Album (oraz Florian Silbereisen)             | 2020 |
| Cosmic                                           | 2021 |
| Nochmal! (oraz Florian Silbereisen)              | 2024 |
| … Sings Modern Talking: The 1st Album            | 2025 |
| … Sings Modern Talking: Let’s Talk About Love    | 2025 |
| … Sings Modern Talking: Ready For Romance        | 2025 |
| … Sings Modern Talking: In The Middle Of Nowhere | 2025 |
| … Sings Modern Talking: Romantic Warriors        | 2025 |
| … Sings Modern Talking: In The Garden Of Venus   | 2025 |

## Single i EP-ki
| Tytuł                                                                                    | Rok  | Album                                            |
| ---------------------------------------------------------------------------------------- | ---- | ------------------------------------------------ |
| Judy                                                                                     | 1980 | –                                                |
| Du weinst um ihn                                                                         | 1980 | –                                                |
| Es war die Nacht der ersten Liebe                                                        | 1981 | –                                                |
| Ich will nicht dein Leben                                                                | 1982 | –                                                |
| Was macht das schon                                                                      | 1983 | –                                                |
| Wovon träumst du denn (in seinen Armen)                                                  | 1983 | –                                                |
| Endstation Sehnsucht                                                                     | 1984 | –                                                |
| Heißkalter Engel                                                                         | 1984 | –                                                |
| Es geht mir gut heut’ Nacht                                                              | 1984 | –                                                |
| Love of My Own                                                                           | 1989 | Different                                        |
| One Thing                                                                                | 1989 | Different                                        |
| Soldier                                                                                  | 1989 | Different                                        |
| The Sweet Hello, The Sad Goodbye                                                         | 1991 | Whispers                                         |
| Can’t Give You Anything (But My Love)                                                    | 1991 | Whispers                                         |
| True Love                                                                                | 1991 | Whispers                                         |
| How Deep Is Your Love                                                                    | 1992 | Down on Sunset                                   |
| Standing Alone (oraz Glenn Medeiros)                                                     | 1992 | Down on Sunset                                   |
| When Will I See You Again                                                                | 1993 | When Will I See You Again                        |
| I’ll Love You Forever                                                                    | 1993 | When Will I See You Again                        |
| Stay a Little Longer                                                                     | 1993 | When Will I See You Again                        |
| The Love in Me                                                                           | 1994 | When Will I See You Again                        |
| Road to Higher Love                                                                      | 1994 | Souled                                           |
| Never Knew Love Like This Before                                                         | 1995 | Souled                                           |
| A Little Bit Of Loving                                                                   | 1995 | Souled                                           |
| No Doubt About It (jako Phantomas)                                                       | 1996 | –                                                |
| Our House (jako Phantomas)                                                               | 1996 | –                                                |
| Every Word You Said (jako Chain Reaction)                                                | 1997 | –                                                |
| Independent Girl                                                                         | 2003 | This Time                                        |
| King of Love                                                                             | 2004 | This Time                                        |
| Tonight Is the Night                                                                     | 2004 | This Time                                        |
| Just Dream                                                                               | 2004 | –                                                |
| A Very Special Feeling                                                                   | 2006 | –                                                |
| Songs That Live Forever                                                                  | 2006 | Songs Forever                                    |
| All Around the World                                                                     | 2006 | Songs Forever                                    |
| Ibiza Baya Baya                                                                          | 2008 | –                                                |
| For You                                                                                  | 2008 | –                                                |
| Kisses for Christmas                                                                     | 2008 | Christmas for You                                |
| The Night Is Still Young (oraz Sandra)                                                   | 2009 | –                                                |
| Why Do You Cry?                                                                          | 2010 | Strong                                           |
| Stay With Me                                                                             | 2010 | Strong                                           |
| The Christmas Song                                                                       | 2010 | Christmas for You                                |
| Gigolo (oraz Uwe Fahrenkrog)                                                             | 2011 | Two (oraz Uwe Fahrenkrog)                        |
| No More Tears on the Dancefloor (oraz Uwe Fahrenkrog)                                    | 2011 | Two (oraz Uwe Fahrenkrog)                        |
| Everybody Wants to Rule the World                                                        | 2014 | –                                                |
| Lunatic                                                                                  | 2016 | History                                          |
| Love Is in The Air                                                                       | 2016 | History                                          |
| Der beste Tag meines Lebens                                                              | 2017 | Pures Leben                                      |
| Sternenregen                                                                             | 2017 | Pures Leben                                      |
| Do They Know It's Christmas                                                              | 2017 | –                                                |
| Das Leben ist Jetzt                                                                      | 2018 | Ewig mit dir                                     |
| Sie sagte doch sie liebt mich (oraz Florian Silbereisen)                                 | 2018 | Ewig mit dir                                     |
| Das Album (oraz Florian Silbereisen)                                                     | 2018 |                                                  |
| Sie hat es wieder getan (oraz Florian Silbereisen)                                       | 2019 |                                                  |
| Versuch’s nochmal mit mir (oraz Florian Silbereisen)                                     | 2020 |                                                  |
| Cosmic Rider                                                                             | 2020 | Cosmic                                           |
| Another Night, Another Heartache                                                         | 2020 | Cosmic                                           |
| Undercover Lover                                                                         | 2020 | Cosmic                                           |
| Modern Talking (Connect The Nation)                                                      | 2020 | Cosmic                                           |
| Wir tun es nochmal (oraz Florian Silbereisen)                                            | 2021 | Nochmal! (oraz Florian Silbereisen)              |
| Alles wird gut (oraz Florian Silbereisen)                                                | 2022 | Nochmal! (oraz Florian Silbereisen)              |
| Mary’s Boy Child (oraz Florian Silbereisen)                                              | 2022 | –                                                |
| Journey Of Life                                                                          | 2023 | –                                                |
| Neonfarbenwelt (oraz Florian Silbereisen)                                                | 2023 | Nochmal! (oraz Florian Silbereisen)              |
| Alles funkelt! Alles glitzert! (oraz Florian Silbereisen)                                | 2023 | Nochmal! (oraz Florian Silbereisen)              |
| Licht ins Dunkel (oraz Florian Silbereisen)                                              | 2023 | Nochmal! (oraz Florian Silbereisen)              |
| Sie (oraz Florian Silbereisen, Barbara Schöneberger)                                     | 2024 | Nochmal! (oraz Florian Silbereisen)              |
| Solang sich die Erde dreht (oraz Florian Silbereisen)                                    | 2024 | Nochmal! (oraz Florian Silbereisen)              |
| Lied des Lebens (oraz Florian Silbereisen)                                               | 2024 | Nochmal! (oraz Florian Silbereisen)              |
| You’re My Heart, You’re My Soul (Thomas’ Version)                                        | 2025 | … Sings Modern Talking: The 1st Album            |
| There's Too Much Blue In Missing You (Thomas’ Version)                                   | 2025 | … Sings Modern Talking: The 1st Album            |
| Don't Fly Too High                                                                       | 2025 | … Sings Modern Talking: The 1st Album            |
| Cheri Cheri Lady (Thomas’ Version)                                                       | 2025 | ... Sings Modern Talking: Let's Talk About Love  |
| With A Little Love (Thomas’ Version)                                                     | 2025 | ... Sings Modern Talking: Let's Talk About Love  |
| Don't Break My Soul                                                                      | 2025 | ... Sings Modern Talking: Let's Talk About Love  |
| Don't Fly Too High / Don't Break My Soul (Long Versions)                                 | 2025 | ... Sings Modern Talking: Let's Talk About Love  |
| Make You                                                                                 | 2025 | Strong                                           |
| Brother Louie (Thomas’ Version)                                                          | 2025 | … Sings Modern Talking: Ready For Romance        |
| Atlantis Is Calling (S.O.S. For Love) (Thomas’ Version)                                  | 2025 | … Sings Modern Talking: Ready For Romance        |
| Midnight Lover                                                                           | 2025 | … Sings Modern Talking: Ready For Romance        |
| Brother Louie / Atlantis Is Calling (S.O.S. For Love) (Thomas’ Versions - Long Versions) | 2025 | … Sings Modern Talking: Ready For Romance        |
| Geronimo's Cadillac (Thomas’ Version)                                                    | 2025 | … Sings Modern Talking: In The Middle Of Nowhere |
| Lonely Tears In Chinatown (Thomas’ Version)                                              | 2025 | … Sings Modern Talking: In The Middle Of Nowhere |
| Cherokee Highway                                                                         | 2025 | … Sings Modern Talking: In The Middle Of Nowhere |
| Geronimo's Cadillac / Cherokee Highway (Long Versions)                                   | 2025 | … Sings Modern Talking: In The Middle Of Nowhere |

## Wideografia
| Tytuł                  | Rok  |
| ---------------------- | ---- |
| Live in Chile          | 1994 |
| The DVD-Collection     | 2006 |
| The Gentleman Of Music | 2009 |